# 標燈腔吻鱈
標燈腔吻鱈，為輻鰭魚綱鱈形目鼠尾鱈科的其中一種，分布於中西太平洋新喀里多尼亞及澳洲昆士蘭海域，屬深海底棲性魚類，深度420-445公尺，體長可達34公分，棲息在底中層水域，生活習性不明。